# 巴图孟和
巴图孟和（1970年代197？—），内蒙古自治区呼伦贝尔市人，故意杀人罪、贪污罪罪犯，因纸面服刑15年而引发舆论关注。

## 生平
1992年5月12日20时许，不满18岁的巴图孟和捅了白永春3刀，将其送医后前往派出所自首。白永春因大出血身亡。1993年6月9日，呼伦贝尔盟中级人民法院判决其犯故意杀人罪，判处有期徒刑15年，剥夺政治权利2年。巴图孟和以“全身水肿、尿血”为由前往医院检查，办理保外就医手续，之后如同正常人一样生活。2007年5月13日，巴图孟和办理“刑满释放证明书”。
2008年6月至2009年10月，巴图孟和在乌珠尔苏木萨如拉塔拉嘎查任会计，2009年10月至2017年5月，当选嘎查达（等同村民委员会主任）。2009年1月加入中国共产党。2012年当选陈巴尔虎旗人大代表。
2017年9月4日，因擔任嘎查达期间涉嫌贪污29万余元，巴图孟和被陈巴尔虎旗人民检察院立案侦查，2018年1月被开除党籍。2018年6月14日，巴图孟和因犯贪污罪被判处有期徒刑3年，与之前的故意杀人罪数罪并罚，决定执行有期徒刑15年，并处罚金20万元，剥夺政治权利2年。
2020年9月3日，有媒体曝光巴图孟和在殺人後未實際服刑（紙面服刑）。9月6日，内蒙古自治区有关部门表示将依纪依法严肃追究有关人员责任。
2021年4月7日，内蒙古自治区巴图孟和案件工作组发布《关于巴图孟和案调查和追责问责情况的通报》，表示纪检监察机关已认定84名责任人，其中厅级干部8人，处级干部24人，科级干部33人，其他干部9人，已故10人。已给予党纪政务处分54人，其中10人涉嫌违法犯罪移送司法机关调查处理，给予诫勉谈话等组织措施处理20人。